# 拉莉莎·富蘭克林
拉莉莎·富蘭克林（英語：Larissa Franklin，1993年3月26日—）是一名出生於加拿大不列顛哥倫比亞省的壘球選手，司職外野手，目前效力於國家職業快速壘球聯盟加拿大狂野。她曾隨隊參加2020年夏季奧林匹克運動會壘球比賽，結果獲得銅牌。

## 外部連結
- 拉莉莎·富蘭克林的Facebook專頁
- 拉莉莎·富蘭克林的X（前Twitter）
- 拉莉莎·富蘭克林的Instagram帳戶